# مرصد الأسعار
يسعى مرصد الأسعار إلى تطوير المعلومات المعروفة عن الظروف التفسيرية لتحديد أسعار البضائع المختلفة، وغالبًا ما يرصد الاختلافات بين أسعار المنتجات الأساسية ما بين مكان الإنتاج وجهة الاستهلاك، أو في الأسواق المختلفة مما يسمح بتنفيذ المحاولة التنظيمية ذاتها وجعل عملية وضع الأسعار أكثر عمومية. يحاول مرصد الأسعار تعزيز الشفافية والأسلوب المنطقي عند طرح المنتجات تجاريًا في الأسواق المعقدة الحرة، بحيث يساهم في ثبات أسعار المنتجات (في محاولةٍ للحد من الانكماش أوالتضخم)، وزيادة المؤسسات وكمية المعلومات المتوفرة عن عروض أسعار المنتجات، وتعزيز المنافسة في المراحل المختلفة بدايةً من عملية الطرح في السوق تجاريًا في أوقاتٍ عديدة ومواقع مختلفة، من أجل الاستفادة من العوامل المتداخلة في السلسلة، خاصةً تلك العوامل المرتبطة بالمستهلكين.

## المرصد الأسباني للأسعار
- مرصد الأسعار التابع لحكومة جزر الكناري[وصلة مكسورة]
- مرصد سوبر كومبريدر للأسعار